# Scirpus peckii
Scirpus peckii är en halvgräsart som beskrevs av Nathaniel Lord Britton. Scirpus peckii ingår i släktet skogssävssläktet, och familjen halvgräs. Inga underarter finns listade i Catalogue of Life.